# Tibouchina nodosa
Tibouchina nodosa är en tvåhjärtbladig växtart som beskrevs av John Julius Wurdack. Tibouchina nodosa ingår i släktet Tibouchina och familjen Melastomataceae. Inga underarter finns listade i Catalogue of Life.